# Khulsanurus
Khulsanurus magnificus is een theropode dinosauriër, behorende tot de Maniraptora, die tijdens het late Krijt leefde in het gebied van het huidige Mongolië.

## Vondst en naamgeving
Bij Choelsan in de Gobiwoestijn werd het skelet ontdekt van een kleine theropode.
In 2021 werd de typesoort Khulsanurus magnificus benoemd en beschreven door Alexandr Olegowitsj Awerianow en Alexej V. Lopatin. De geslachtnaam combineert een verwijzing naar Choelsan met een gelatiniseerd Oudgrieks ουρά, oura, "staart". In de staart werden veel onderscheidende kenmerken aangetroffen. De soortaanduiding betekent "de schitterende" in het Latijn.
Het fossiel, holotype PIN 4487/27, werd gevonden in een laag van de Barun Goyotformatie die dateert uit het Campanien. Het bestaat uit een gedeeltelijk skelet zonder schedel. Het omvat een reeks van drie voorste halswervels (niet de atlas of de draaier), een achterste halswervel, een reeks van drie voorste staartwervels, twee ribben, de schoudergordel, een rechteropperarmbeen, een vermoedelijk linkeropperarmbeen en een linkerschaambeen. Het skelet lag gedeeltelijk in verband, verdeeld over twee steenblokken. Het hoofdblok omvat de schoudergordel en de staartwervels. Bij de preparatie werd het tweede blok gescheiden in de voorste halswervels en de achterste. Sommige botten zijn van goede kwaliteit maar de halswervels zijn zwaar beschadigd. Andere elementen zijn afgebroken zodat hun identificatie problematisch wordt. Het holotype maakt deel uit van de collectie van het Borissiak Palaeontologisch Instituut, van de Russische Academie van Wetenschappen te Moskou.

## Beschrijving
Khulsanurus is een kleine soort.
De beschrijvers wisten een unieke combinatie van kenmerken vast te stellen. Het zijn mogelijke autapomorfieën, unieke afgeleide eigenschappen. De halswervels missen zowel pleurocoelen, processus caratoidei als epipofysen. De voorste staartwervels hebben zijuitsteeksels die verticaal dik zijn met een driehoekige dwarsdoorsnede. De voorste staartwervels hebben op het zijuitsteeksel een opvallende uitholling onder het achterste gewrichtsuitsteeksel. De voorste staartwervels hebben voorste gewrichtsuitsteeksels die kort zijn en voornamelijk naar voren gericht. Bij de voorste staartwervels mist de wervelboog dwarsrichels tussen de gewrichtsuitsteeksels en is bovenaan opvallend uitgehold aan de voorzijde van het doornuitsteeksel.
Khulsanurus toont ook basale kenmerken, plesiomorfieën die overgeërfd zijn van voorouders. De voorste staartwervels hebben wervellichamen met achterste gewrichtsfacetten die licht bol zijn. De voorste staartwervels hebben opvallende uitstulpingen aan de voorzijde en achterzijde van de vergroeiing van het wervellichaam en de wervelboog. Bij de voorste staartwervels beslaat de wervelboog de volle lengte van het wervellichaam. Het schaambeen eindigt onderaan in een "voet" en beide schaambeenderen zijn verbonden door een beenschort. Khulsanurus deelt alleen met de verwant Shuvuuia het kenmerk dat de deltopectorale kam overgaat in de kop van het bovenarmbeen. De voorste halswervels zijn echter veel langer dan bij die soort. 
De achterste bolling van de derde voorste staartwervel in de reeks is slechts zeer gering. Het ravenbeksbeen is horizontaal langer dan verticaal hoog. De voet van het schaambeen is haakvormig, zonder voorste uitsteeksel.

## Fylogenie
Khulsanurus werd in 2021 binnen de Alvarezsauridae in de Parvicursorinae geplaatst in een polytomie of "kam" met Mononykus, Shuvuuia, Albinykus en Xixianykus. Deze taxa delen een verbreding van de voet van het schaambeen. Khulsanurus is dan, na Parvicursor, de tweede alvarezsauride die bij Choelsan is aangetroffen.